# Sent Laurenç e Benon
Sent Laurenç dau Medòc (en francès Saint-Laurent-Médoc) és un municipi francès situat al departament de la Gironda i a la regió de la Nova Aquitània.

## Demografia
| 1962                                       | 1968  | 1975  | 1982  | 1990  | 1999  | 2007  |
| ------------------------------------------ | ----- | ----- | ----- | ----- | ----- | ----- |
| 1.920                                      | 2.034 | 2.063 | 2.896 | 3.338 | 3.366 | 3.774 |
| Des de 1962: població sense dobles comptes |       |       |       |       |       |       |

## Administració
| Període   | Identitat        | Partit        |
| --------- | ---------------- | ------------- |
| 1986-1989 | Lucien Mioche    |               |
| 1989-2001 | Michel Faure     | RPR           |
| 2001-2008 | Henri Laurent    | PS            |
| 2008-     | Jean-Marie Feron | Divers droite |